# Rocks on the Road (EP)
Rocks on the Road es un EP lanzado en 1992 por el grupo de rock progresivo Jethro Tull.

## Lista de temas
| #  | Título                                 | Autor                                  | Interpretaciones |
| -- | -------------------------------------- | -------------------------------------- | ---------------- |
| 1. | "Rocks on the Road" (versión de álbum) | (Ian Anderson)                         |                  |
| 2. | "Rocks on the Road"                    | (Ian Anderson)                         |                  |
| 3. | "Bourée"                               | (Johann Sebastian Bach / Ian Anderson) |                  |
| 4. | "Jack-A-Lynn"                          | (Ian Anderson)                         |                  |
| 5. | "Night in the Wilderness"              | (Ian Anderson)                         |                  |